# Henryk Dankowski
Henryk Dankowski (ur. 5 stycznia 1929 w Blizanowie) – generał dywizji, funkcjonariusz Służby Bezpieczeństwa, I zastępca ministra spraw wewnętrznych PRL gen. Czesława Kiszczaka.

## Życiorys
25 sierpnia 1958 został słuchaczem Kursu Doskonalenia Oficerów w Ośrodku Szkolenia Wojskowej Służby Wewnętrznej w Mińsku Mazowieckim. 2 lipca 1959 został wyznaczony na stanowisko starszego pomocnika szefa Oddziału WSW w Szczecinie do spraw kontrwywiadu. 9 listopada 1961 został przeniesiony do Zarządu WSW Pomorskiego Okręgu Wojskowego w Bydgoszczy, a 3 lipca 1962 objął stanowisko starszego pomocnika szefa Oddziału II. 14 sierpnia tego samego roku został przeniesiony na równorzędne stanowisko w Oddziale I Zarządu WSW POW. 3 czerwca 1968 został przeniesiony do Szefostwa Wojskowej Służby Wewnętrznej w Warszawie i wyznaczony na stanowisko starszego pomocnika szefa Oddziału II Zarządu II. Od 1 września 1972 pełnił obowiązki zastępcy szefa tego oddziału, a 26 lipca 1973 został zatwierdzony na tym stanowisku. 3 czerwca 1975 powierzono mu pełnienie obowiązków szefa Oddziału II Zarządu II Szefostwa WSW. W 1976 odbył kurs specjalny w Wyższej Szkole KGB w Moskwie. 15 kwietnia 1977 został zatwierdzony na stanowisku szefa oddziału, a już 21 maja 1977 został pełniącym obowiązki szefa Zarządu WSW Pomorskiego Okręgu Wojskowego w Bydgoszczy. 19 marca 1979 został zatwierdzony na stanowisku szefa zarządu.
25 maja 1982 został przeniesiony z Ministerstwa Obrony Narodowej do Ministerstwa Spraw Wewnętrznych i wyznaczony na stanowisko dyrektora Departamentu III. W 1983 mianowany generałem brygady. Od 10 lipca 1985 obowiązki dyrektora departamentu łączył z funkcją zastępcy szefa Służby Bezpieczeństwa. 20 grudnia 1986 został wiceministrem spraw wewnętrznych i szefem Służby Bezpieczeństwa. Od 31 października 1989 do 6 lipca 1990 był pierwszym zastępcą ministra spraw wewnętrznych.
26 czerwca 1989 nakazał sporządzić charakterystyki wybranych parlamentarzystów sejmu kontraktowego, będących tajnymi współpracownikami SB pod kątem ich dalszego wykorzystania. Zlecił likwidację materiałów, które po upadku PRL mogły okazać się kłopotliwe. Do 31 stycznia 1990 za jego wiedzą zniszczono dużą liczbę teczek personalnych TW SB.
Odznaczony m.in. Krzyżem Kawalerskim Orderu Odrodzenia Polski.